# Huangdao
O distrito de Huangdao (chinês simplificado: 黄岛区) é um distrito de Qingdao, Shandong, China. Está situado no banco oeste da  baía de Kiauchau. É transposta pela ponte Qingdao Haiwan.